# Gmajnica
Gmajnica este o localitate din comuna Komenda, Slovenia, cu o populație de 522 de locuitori.